# John Henry Lloyd
John Henry Lloyd, soprannominato El Cuchara, detto Pop (Palatka, 25 aprile 1884 – Atlantic City, 19 marzo 1964), è stato un giocatore di baseball statunitense che ha giocato nel ruolo di interbase nelle Negro League. È stato introdotto nella National Baseball Hall of Fame nel 1975.

## Carriera
Lloyd è generalmente considerato il miglior interbase della storia delle Negro League e sia Babe Ruth che Ted Harlow, un noto giornalista sportivo, è stato riportato ritenessero Lloyd il miglior giocatore di baseball di sempre. Fu anche definito un "Black Wagner,"in riferimento all'Hall of Famer dei Pittsburgh Pirates Honus Wagner. A tale proposito, lo stesso Wagner disse: "È un onore essere paragonato a lui." In carriera, Lloyd mantenne una media battuta di .343.
Conosciuto per la sua condotta da gentleman, Lloyd fu probabilmente il giocatore afroamericano più cercato dalle squadre della sua generazione. "Dove ci sono i soldi, ci sono io", disse una volta. I molteplici cambi di casacca effettuati in carriera sono a testimoniarlo.